# Tōru Kuribayashi
Tōru Kuribayashi (jap. 栗林 達, Kuribayashi Tōru; * 26. Juni 1982) ist ein japanischer Poolbillardspieler.

## Karriere
Im November 2007 erreichte Tōru das Finale der All Japan Open, verlor dieses aber gegen Wu Jiaqing. 2008 kam er bei den US Open auf den 25. Platz. Bei den All Japan Open wurde er 2008 lediglich Siebzehnter.
Nachdem Tōru im Juni 2009 das Viertelfinale der China Open erreicht hatte, schied er bei der 10-Ball-WM im September bereits in der Vorrunde aus.
2010 wurde Tōru Dritter bei den All Japan Open. Beim World Pool Masters 2010 erreichte er, nachdem er unter anderem Daryl Peach und Oliver Ortmann besiegt hatte, das Finale, das er jedoch mit 3:8 gegen Dennis Orcollo verlor. Bei der 9-Ball-WM desselben Jahres unterlag er in der Runde der letzten 32 dem Deutschen Christian Reimering.
Bei der 9-Ball-Weltmeisterschaft 2011 erreichte Tōru Kuribayashi das Viertelfinale, verlor dieses jedoch gegen Ronato Alcano mit 10:11. Bei den All Japan Open schied er ebenfalls im Viertelfinale aus.
2012 erreichte Tōru bei der 8-Ball-Weltmeisterschaft das Sechzehntelfinale, das er mit 1:9 gegen Carlo Biado verlor. Bei der 9-Ball-WM 2012 schied er in der Runde der letzten 32 gegen den Neuseeländer Matthew Edwards aus.
Bei der 9-Ball-WM 2013 verlor Tōru in der Runde der letzten 64 mit 10:11 gegen den späteren Weltmeister Thorsten Hohmann. 2014 erreichte er das Achtelfinale, das er mit 5:11 gegen Shane van Boening verlor. Bei der 9-Ball-WM 2015 schied er in der Runde der letzten 64 gegen Wang Can aus. Im November 2015 erreichte er bei den Japan Open die Runde der letzten 32.
Tōru Kuribayashi nahm bislang zweimal am World Cup of Pool teil, bei dem er jeweils mit Naoyuki Ōi das japanische Team bildete. Nachdem sie 2010 im Achtelfinale ausgeschieden waren, erreichten sie 2015 das Halbfinale, in dem sie gegen die Engländer Mark Gray und Daryl Peach verloren.
Mit der japanischen Nationalmannschaft wurde Tōru 2012 Vizeweltmeister.